# سامال سعید
سامال سعید (متولد ۱ دسامبر ۱۹۸۷ در حله)، بازیکن فوتبال اهل عراق می‌باشد.
این بازیکن در تاریخ ۱۸ فروردین ۱۳۹۱ از تیم فولاد خوزستان اخراج گردید.
او برادر سامر سعید، هافبک تیم ملی فوتبال عراق است.

## افتخارات
- قهرمانی در بازی‌های غرب آسیا ۲۰۰۵ به همراه تیم ملی فوتبال عراق
- قهرمانی در لیگ برتر فوتبال عراق ۰۸-۲۰۰۷ به همراه باشگاه فوتبال اربیل
- قهرمانی در لیگ برتر فوتبال عراق ۰۹-۲۰۰۸ به همراه باشگاه فوتبال اربیل